# Laccophilus benoiti
Laccophilus benoiti är en skalbaggsart som beskrevs av Guignot 1953. Laccophilus benoiti ingår i släktet Laccophilus och familjen dykare. Inga underarter finns listade i Catalogue of Life.